# H. Nicolaas van Myrakerk (Amsterdam)
De Tichelkerk of Tichel is een kerkgebouw op de hoek van de Lijnbaansgracht en de Tichelstraat in de Amsterdamse Jordaan. Ze werd in 1912 gebouwd als rooms-katholieke Sint-Antoniuskerk. In 2005 werd het de Russisch-orthodoxe Heilige Nikolaas van Myrakerk. In datzelfde jaar werd het gebouw aangewezen als gemeentelijk monument. Naar aanleiding van de Russische invasie van Oekraïne in 2022 scheidde de parochie zich af van het Patriarchaat Moskou en sloot zich aan bij het Orthodox Aartsbisdom van België, Exarchaat van Nederland en Luxemburg onder het Oecumenisch patriarchaat van Constantinopel.

## Voorgeschiedenis
In februari 1763 stond ter plekke een pakhuis met paardenstal. In 1910 kocht de kapucijner-orde voor 2200 gulden het terrein omdat ze er een hulpkerk wilden bouwen. Er kwam zowel een ingang aan de Lijnbaansgracht als aan de Tichelstraat. Daarvoor moesten een aantal gebouwen gesloopt worden. Aan de Lijnbaansgracht gingen de nummers 47 tot en met 51 (met daarin twee fabrieken) tegen de vlakte, aan de Tichelstraat 8 tot en met 24. Een terrein van 1028 m² kwam vrij. Er werd nog protest aangetekend in verband met de sloop van relatief veel gebouwen, maar in mei 1911 werd door aannemersbedrijf Hillen & Roosen de eerste heipaal voor de fundering de grond ingedreven. In augustus kon de eerste steen voor de bouw van kerk, rectoraat, klooster met binnenplaats gezet worden. Het ontwerp werd geleverd door A.A.M. Bruning en Corn. Baijens/broeder Felix. In november was het hoogste punt bereikt. De bouw liep vier maanden uit en de kosten bedroegen circa 50.000 gulden.
Een artikel in dagblad De Tijd beschrijft de nieuwe kerk als volgt:
"Uitwendig is de kerk gebouwd in de romaanse stijl en wel in baksteenbouw, waarbij slechts zeer matig van natuursteen gebruik is gemaakt voor enkele constructieve en decoratieve onderdelen. Het inwendige is meer volgens de renaissance. Hierdoor konden kolommen en pilasters rijziger worden en het gezicht op altaar en preekstoel werd minder belemmerd. Van gewapend beton is op ruime schaal gebruik gemaakt o.a. voor geheel de fundering, voor alle vloeren van rectoraat, kerk en tribune, terwijl mede alle onderlaagbalken en kolommen van gewapend beton zijn."

## Kapucijnerkerk (1912-2004)
De eerste kapucijnerkerk van Amsterdam werd op 1 juli 1912 ingewijd door monseigneur Callier, de bisschop van Haarlem. Het Algemeen Handelsblad van 1 juli 1912 vermeldde: De bedoeling van de stichting van deze kerk in dit stadsgedeelte is het godsdienstig leven onder de Jordaanbewoners te bevorderen. De kerk had de heilige Antonius van Padua tot beschermheilige, maar werd in de volksmond genoemd naar de Tichelstraat waaraan zij ligt. De veelal arme bewoners waren tevreden met de kerk en hadden voor de eerste kerstviering een kerststal geregeld. Tot 1951 was het een rectorale hulpkerk van de parochie van de Posthoornkerk. Van 1951 tot 1970 was de kerk het gebedshuis van een zelfstandige parochie. Vanaf 1970 functioneerde de Tichel weer als kloosterkerk en was later opgenomen in de binnenstadparochie. In 2004 verlieten de kapucijnen Amsterdam.

## Orthodoxe kerk
Het was de wens van de kapucijnen dat het gebouw ook in de toekomst voor de eredienst zou worden gebruikt. In 2005 werd de kerk aan de Russisch-orthodoxe parochie van de heilige Nikolaas van Myra verkocht. Deze parochie is opgericht in 1976 en kerkte eerder in de Sint-Nicolaasbasiliek, De Duif en in het pand Immanuël aan de Kerkstraat. 
Eind maart 2010 werd in de kerk een iconostase (ikonenwand) geplaatst. Deze bestaat uit kalkstenen zuilen en symbolische panelen, en biedt plaats aan de twee iconen die de kerk al bezat, aangevuld met nieuwe iconen, geschilderd door de Nieuw-Zeelandse kunstenaar Aidan Hart, tevens de beeldhouwer van de wand.
In maart 2022 brak de parochie met Moskou, verwijderde het predicaat "Russisch-" uit haar naam en sloot zich aan bij Constantinopel.

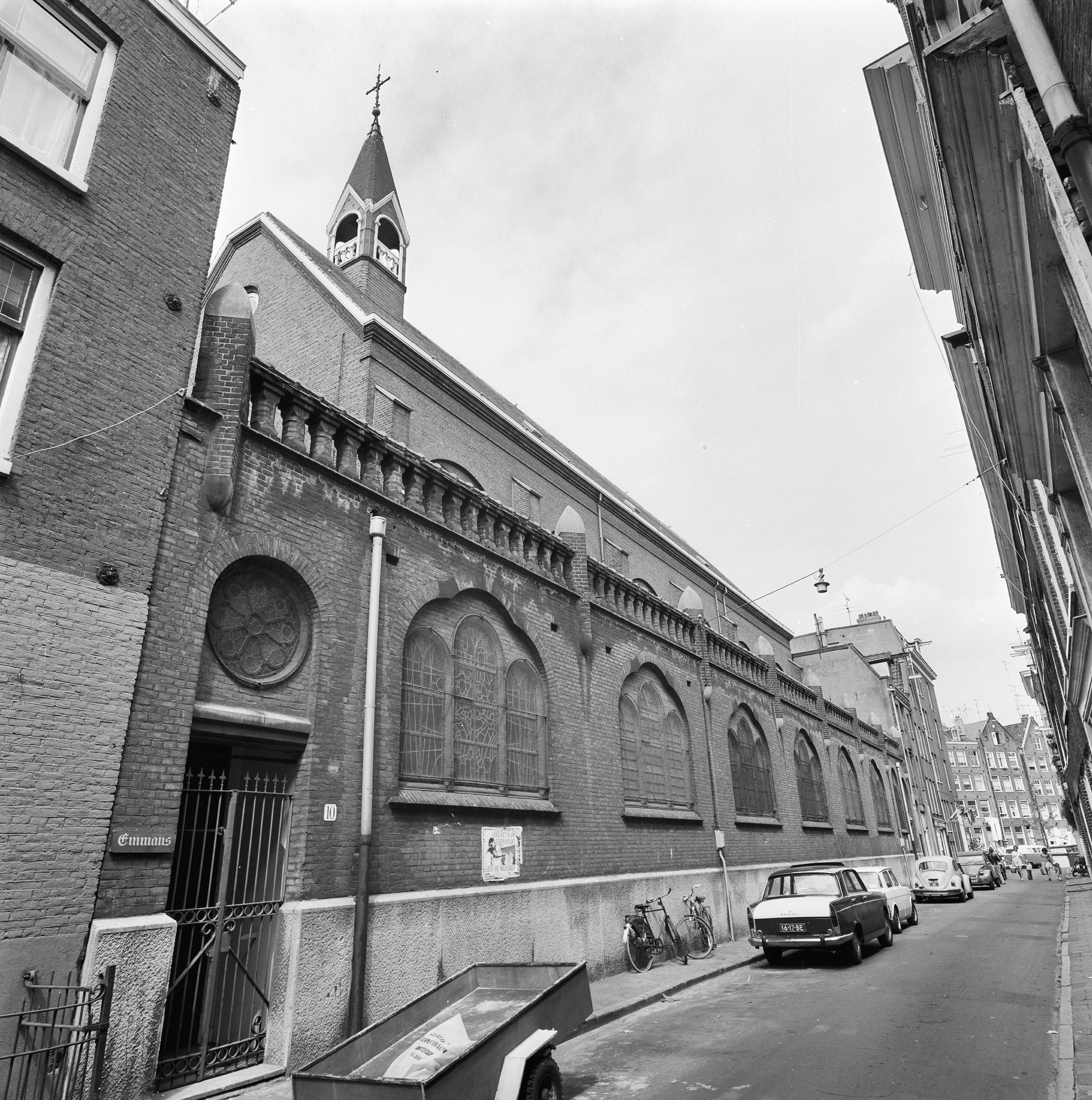
Tichelkerk in 1974